# José Viriato Soromenho-Ramos
José Viriato Soromenho Ramos ComM (Setúbal, 18 de março de 1944; 21 de Julho de 2016) foi um funcionário e universitário internacional, português, que participou nos esforços para a regulação e supervisão dos processos da globalização, na última parte do século XX e princípio do século XXI. Durante largos anos, foi o português com posições mais elevadas nos organismos internacionais.

## Percurso Profissional

### Década de 1970
Foi responsável pelos Centros Internacionais da IBM na Europa, Médio Oriente e África (E/ME/A, com sede em Paris), abrangendo a gestão dos centros de pesquisa científica e técnica, de cooperação com instituições universitárias e de treino de quadros.  Durante este período, a IBM foi a grande referência da informática e da sua expansão global. Foi representante da E/ME/A no Comité para avaliação e reforma das operações mundiais da IBM. Participou em vários comités internacionais de regulação do sistema financeiro e da transmissão transnacional de informação: Financial Systems Standardisation, Transnational Data Regulations, e Data Security and Privacy.

### Década de 1980
Após três anos em que esteve "cedido" por acordo entre a IBM e o Fundo Monetário Internacional (FMI), em Washington D.C., integrou os quadros do FMI como Tesoureiro Adjunto. No FMI, teve responsabilidades na gestão e reforma dos sistemas operacionais e financeiros, no estabelecimento e administração dos instrumentos de planeamento estratégico e de controlo, tendo também participado em negociações com governos e bancos centrais de vários países membros. Teve ainda responsabilidades na assistência técnica a vários países da Europa Oriental e da África, em áreas de institutions building.

### Décadas de 1990  e 2000
A convite do Secretário-Geral da Organização de Cooperação e Desenvolvimento Económico (OCDE), foi proposto ao Conselho para o lugar de Financial Controller da Organização, em Paris. Foi eleito pelo Conselho, composto por Embaixadores representantes dos países membros, sucessivamente para quatro mandatos.
A convite do Reitor da Universidade das Nações Unidas (UNU), em Tóquio, foi nomeado Conselheiro Principal (Senior Advisor) da UNU. Durante o longo período da sua associação à UNU, foi impulsionador da instalação de Research and Training Centers em diversos países, com destaque para a criação do International Institute of Software Technology (IIST) em Macau, para o qual foi eleito primeiro Chairman of the Board. Um dos primeiros trabalhos deste Instituto foi um estudo para a informatização dos caminhos de ferro da China.

## Prémios e honras
José Viriato Soromenho-Ramos foi condecorado pelo Presidente da República Portuguesa, Aníbal Cavaco Silva, a 10 de Junho, 2009, na Sessão Solene Comemorativa do Dia de Portugal, de Camões e das Comunidades Portuguesas, com o grau de Comendador da Ordem do Mérito.

## Associações
Membro de várias organizações profissionais internacionais:
- Forum for Controllers of Multilateral Financial Organisations;
- Conference for United Nations Oversight;
- International Organisation of Supreme Audit Institutions (INTOSAI)

O seu prestígio e competência afirmaram-se também enquanto membro de várias organizações profissionais internacionais das suas áreas de formação universitária (MSc, MBA e PhD), no estabelecimento de regras nas áreas do direito internacional e das tecnologias da informação, do controle financeiro e da supervisão (oversight)